# Regione di Omusati
La Regione di Omusati è una regione della Namibia con capoluogo Uutapi di 228 842 abitanti al censimento 2001, dei quali l'1% vive in aree urbane mentre il rimanente 99% in aree rurali.
È situato nella parte settentrionale del paese al confine con l'Angola.

## Società

### Lingue e dialetti
Il 95% della popolazione parla l'Oshiwambo

## Geografia antropica

### Suddivisioni amministrative
La regione è suddivisa in 12 distretti elettorali:
- Anamulenge
- Elim
- Etayi
- Ogongo
- Okahao
- Okalongo
- Onesi
- Oshikuku
- Otamanzi
- Outapi
- Ruacana
- Tsandi